# حبس نفس الشهيق العميق

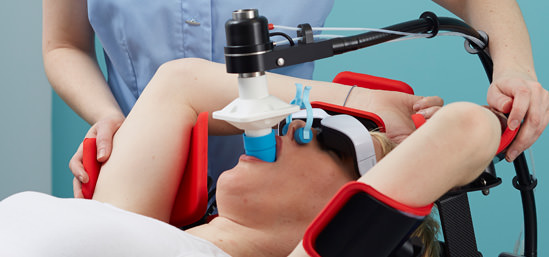
العلاج بتقنية حبس نفس الشهيق العميق DIBH

حبس نفس الشهيق العميق (بالإنجليزية: Deep inspiration breath-hold)‏‏(DIBH) هو طريقة لتقديم العلاج الإشعاعي مع الحد من تعرض القلب والرئتين للإشعاع، يتم استخدامه في المقام الأول لعلاج سرطان ثدي الجانب الأيسر.
تتضمن هذه التقنية حبس المريض لأنفاسه أثناء العلاج، في تقنيات DIBH يتم تقديم العلاج فقط في نقاط معينة في دورة التنفس حيث يحبس المريض أنفاسه، ونظرًا لأن المواضع النسبية للأعضاء في الصدر تتغير بشكل طبيعي أثناء التنفس فإن ذلك يسمح بإيصال العلاج إلى الهدف (الورم) بينما تكون الأعضاء الأخرى في الوضع الأمثل لتلقي أقل جرعة.

## طرق العلاج
في تقنية DIBH يتم الحفاظ على المريض مبدئيًا في حالة استنشاق مدي (أي التنفس الطبيعي والمريح)، يليه شهيق عميق وزفير عميق ثم شهيق عميق ثاني ثم حبس النفس، في هذه المرحلة تكون نسبة السعة الحيوية للمريض 100% تقريبًا، ويتم إجراء المحاكاة والتحقق والعلاج خلال هذه المرحلة من حبس النفس، تُقاس سعة الرئة ودورة التنفس الطبيعية للمرضى بحيث يمكن ضبط قدرة حبس النفس المريحة، أثناء DIBH قد يرتدي المريض زوجًا من نظارات الفيديو التي تعرض لهم دورة التنفس الخاصة بهم وتوضح لهم متى يحتاجون إلى الشهيق وحبس أنفاسهم، يمكن للمرضى الذين لا يستطيعون الحفاظ على حبس نفس الشهيق العميق الاستفادة من تقنيات تتبع الرئة على سبيل المثال: 4DCT.
هناك طريقتان أساسيتان لأداء حبس النفس العميق DIBH: حبس النفس مع الاستنشاق الحر، وحبس النفس العميق بواسطة قياس التنفس.

### حبس النفس مع الاستنشاق الحر
في طريقة حبس النفس مع الاستنشاق الحر -المعروفة أيضًا باسم إدارة الوضع في الوقت الفعلي (RPM)- يستخدم DIBH كاميرا تعمل بالأشعة تحت الحمراء وعلامات موضوعة على المريض لتتبع حركة صدره وتنفسه.

### حبس النفس العميق بواسطة قياس التنفس
تُعرف التصميمات القائمة على قياس التنفس بأنظمة DIBH منسق الاستنشاق النشط (ABC)، تستخدم ABC قطعة فموية للمريض يمكن استخدامها للتحكم في تدفق الهواء لتوفير المزيد من النتائج القابلة للتكرار.

## الفعالية
توفر تقنية DIBH ميزة للعلاج التقليدي للاستنشاق الحر من خلال تقليل كثافة الرئة وتقليل هوامش الأمان الطبيعية وتمكين العلاج الأكثر دقة، تساهم هذه التحسينات في الاستبعاد الفعال لأنسجة الرئة الطبيعية من منطقة الجرعة العالية وتسمح باستخدام جرعات علاج أعلى دون زيادة مخاطر السمية.
يعتبر علاج المرضى بتقنية DIBH ممكنًا في بيئة سريرية، وباستخدام هذه التقنية يتم تحقيق مستويات ثابتة لانتفاخ الرئة في المرضى، وذلك وفقًا لنتائج كل من قياس التنفس وأفلام التحقق، يتم تقليل حركة الورم التي يسببها التنفس بشكل كبير باستخدام DIBH مقارنة بالاستنشاق الحر مما يتيح تغطية أفضل للهدف.

## بحث مستقبلي
لا توجد حاليًا معايير اختيار واضحة للتنبؤ بالمرضى الذين سيستفيدون أكثر من تقنية DIBH بخلاف مرضى الجانب الأيسر للثدي، وهناك أدلة تشير إلى أن مسافة الاتصال بالقلب على المستوى المجاور للسهمي هي مقياس واعد للاختيار وينبغي تقييمها في جميع الدراسات التخطيطية المستقبلية لـ DIBH.